# De mésaventure van een Fransch heertje zonder pantalon aan het strand te Zandvoort
De mésaventure van een Fransch heertje zonder pantalon aan het strand te Zandvoort is een zes minuten durende korte komische film uit 1905.
Er wordt van uitgegaan dat deze de oudste (bewaardgebleven) Nederlandse fictiefilm uit de Nederlandse geschiedenis is. Hij maakt om die reden dan ook onderdeel uit van de Canon van de Nederlandse film.

## Makers
De klucht werd op locatie in Zandvoort opgenomen door Willy Mullens en Bernard Mullens. De broers werkten samen in een productiebedrijf, Alberts Frères, en waren in het eerste decennium van de 20e eeuw de belangrijkste filmvertoners in Nederland. De opnames voor De mésaventure van… namen één dag in beslag (22 juli 1905).

## Verhaal
Een badgast die luiert in een strandstoel wordt verrast door de vloed. Snel trekt hij zijn broek uit om deze droog te houden. Een politieman kan dat echter niet waarderen. Er ontstaat een achtervolging waarbij de agent gezelschap krijgt van een steeds groter wordende mensenmassa. De badgast probeert nog te ontkomen door zich als vrouw te vermommen, maar wordt uiteindelijk in de kraag gevat. Een muziekkapel begeleidt zijn arrestatie.

## Trivia
- Tijdens de opnames werd het publiek niet op een afstand gehouden, maar juist zo veel mogelijk gefilmd. De makers hoopten dat men massaal naar de bioscoop zou komen om zichzelf te zien.
- Vanaf 24 juli 1905 publiceerden verschillende Nederlandse kranten de eenvoudige plot van de film als waar gebeurd nieuwsfeit. Vermoedelijk was dit een reclamestunt van de makers: een vroeg voorbeeld van mediamanipulatie door de filmindustrie, bijna een eeuw vóór de legendarische hype rond The Blair Witch Project.